# Dewantar
Dewantar (nepalski: देवानटार) – gaun wikas samiti we wschodniej części Nepalu w strefie Kośi w dystrykcie Bhojpur. Według nepalskiego spisu powszechnego z 2001 roku liczył on 708 gospodarstw domowych i 3841 mieszkańców (1955 kobiet i 1886 mężczyzn).